# Pterorhinus waddelli
Pterorhinus waddelli é uma espécie de ave da família Leiothrichidae.
Pode ser encontrada nos seguintes países: China e Índia.
Está ameaçada por perda de habitat.